# Helge Schneider
Helge Schneider (ur. 30 sierpnia 1955 w Mülheim an der Ruhr, Niemcy) – niemiecki komik, muzyk jazzowy, aktor, reżyser filmowy i teatralny.